# Ёсида, Юкино
Юкино Ёсида (яп. 吉田 雪乃; англ. Yukino Yoshida; род. 29 января 2003 года, Япония) — японская конькобежка, чемпионка Японии и 3-кратная призёр, чемпионка и бронзовый призёр зимних юношеских Олимпийских игр, бронзовый призёр чемпионата четырёх континентов. Выступает за команду «Toshihiro Co., Ltd».

## Биография
Юкино Ёсида родилась в городе Мориока, где с раннего детства занималась лёгкой атлетикой. В возрасте 10 лет, после поступления в среднюю техническую школу решила сосредоточиться на конькобежном спорте. Она пришла посмотреть на тренировку её старшего брата и ей тоже предложили заняться спортом.
С 11 лет участвовала в соревнованиях среди школ в префектуре Иватэ. В 2017 и 2018 годах она занимала 1-е место в многоборье на чемпионате префектуры, а в октябре 2018-го впервые участвовала на Всеяпонском чемпионате среди юниоров и сразу выиграла серебряную медаль в командном спринте. В октябре 2019 года Юкино одержала на юниорском чемпионате победу в забеге на 500 м и дебютировала на Кубке мира среди юниоров, где в командном спринте дважды поднималась на 2-е место.

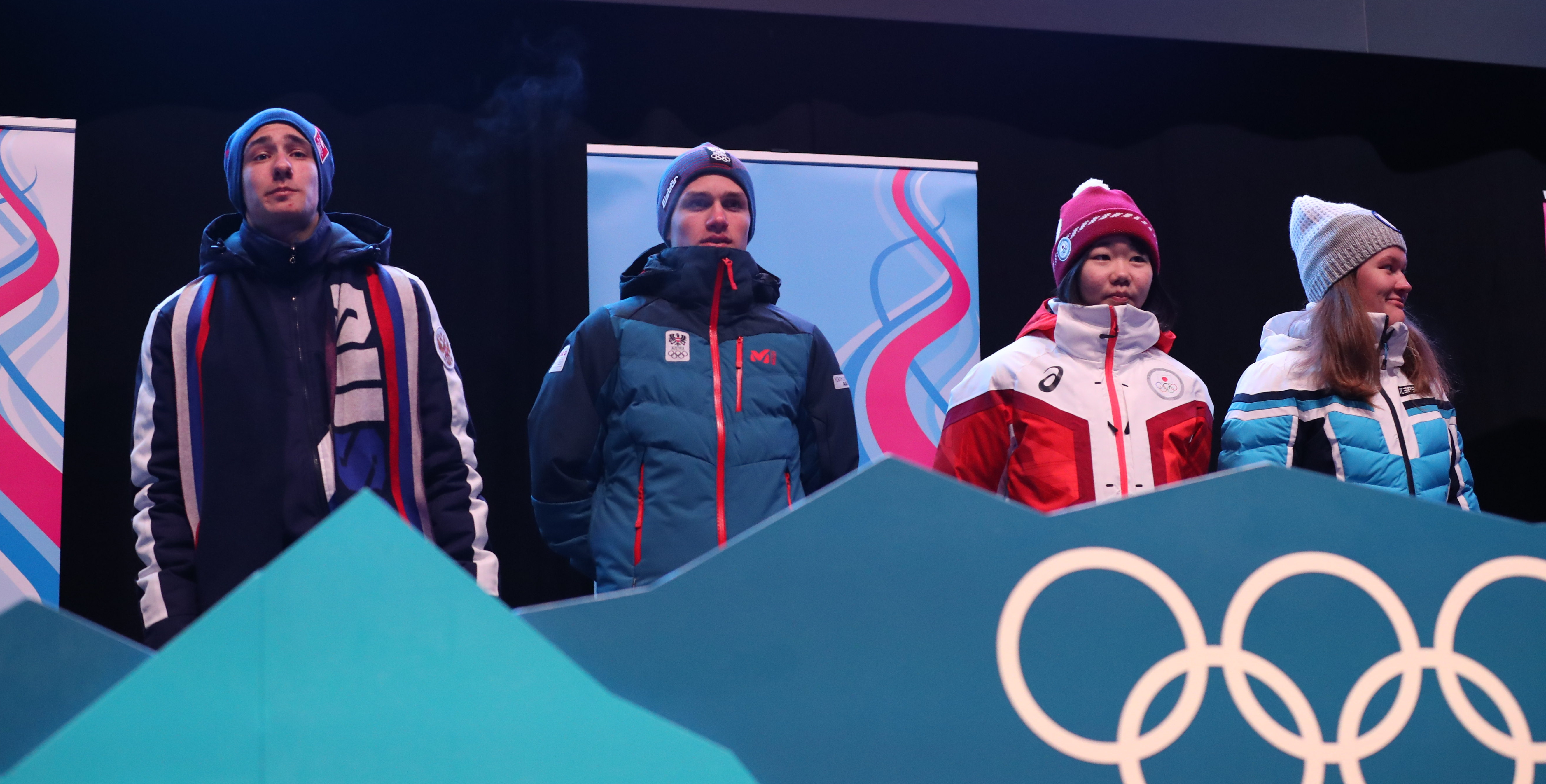
2020-01-16 Medals Ceremonies St. Moritz (2020 Winter Youth Olympics) by Sandro Halank–008

В 2020 году Юкино участвовала на зимних юношеских Олимпийских играх в Лозанне и заняла 3-е место в забеге на 500 метров и выиграла золото в смешанном командном спринте. В сезоне 2020/21 ей вновь не было равных среди юниоров Японии в спринтерских дистанциях. В апреле 2021 года Юкино присоединилась к компании "Toshihiro Co., Ltd". Она не смогла пройти квалификацию на олимпиаду в Пекине, но в январе 2022 года на дебютном юниорском чемпионате мира среди юниоров в Инсбруке завоевала золотую медаль на дистанции 1000 м и серебряную на 500 м. 
В декабре 2022 года Юкино участвовала на чемпионате четырёх континентов в Квебеке, где финишировала на 3-м месте в забеге на 500 м. В октябре она впервые стала серебряным призёром чемпионата Японии в беге на 500 метров и бронзовым в спринтерском многоборье. В январе 2024 года на чемпионате четырёх континентов в Солт-Лейк-Сити стала 6-й в забеге на 500 м. В марте на чемпионате мира на отдельных дистанциях в Калгари финишировала 13-й в беге на 500 м.
Летом 2024 года она вернулась в свою альма-матер и присоединилась к конькобежной команде "Morioka Kogyo Co., Ltd" для дальнейших тренировок. В октябре выиграла на 500-метровке и заняла 2-е место на 1000 м на чемпионате Японии и в ноябре на чемпионате четырёх континентов в Хатинохе дважды заняла 4-е место на дистанции 500 м и в командном спринте. 22 ноября Юкино участвовала на этапе Кубка мира и впервые выиграла 500-метровку на домашнем этапе в Нагано, улучшив свой личный рекорд со временем 37,74 сек.

## Личная жизнь
Юкино Ёсида окончила младшую среднюю школу Хокюё и техническую среднюю школу города Мориока. Работает офисным сотрудником в компании "Toshihiro Co., Ltd" Любит слушать музыку и играет на пианино.

## Награды
- март 2020 года - награждена спортивной наградой префектуры Иватэ.
- 4 июня 2021 года - получила награду Славы спортивной ассоциации префектуры Иватэ.
- ноябрь 2021 года - получила 74-ю спортивную премию Иватэ Ниппо.[11]